# Nilsevidda
Die Nilsevidda ist eine vereiste Hochebene mit einer Ausdehnung über 40 km im ostantarktischen Königin-Maud-Land. In der Sverdrupfjella liegt sie nördlich des Roerkulten.
Norwegische Kartographen, die auch die Benennung vornahmen, kartierten sie anhand von Vermessungen und Luftaufnahmen der Norwegisch-Britisch-Schwedischen Antarktisexpedition (1949–1952) und Luftaufnahmen der Dritten Norwegischen Antarktisexpedition (1956–1960) aus den Jahren von 1958 bis 1959.  Namensgeber ist der Norweger Nils Roer (* 1914), Geodät bei der Norwegisch-Britisch-Schwedischen Antarktisexpedition.